# 유순 (상산헌왕)
상산헌왕 유순(常山憲王 劉舜, ? ~ 기원전 114년? 113년?)은 중국 전한의 황족 · 제후왕이다. 전한 경제와 왕부인의 소생으로, 상산왕이다.

## 생애
경제 중5년(기원전 145년)에 상산왕으로 봉해졌다. 교만하고 황음하여 금령을 자주 범했으나 항상 황제의 용서를 받았다. 서장자 유탈(劉梲)의 어머니를 총애하지 않아 유탈을 아들로 여기지도 않았고, 왕후 수씨(脩氏)도 거의 가까이하지 않아 적장자인 태자 유발도 그다지 사랑하지 않았으며 한편 많은 부인들 중에서도 사랑하는 첩이 유평과 유상을 낳았다. 그 때문에 병들었을 때 왕후와 태자에게 제대로 대우받지 못하고 죽었다. 나중에 유탈과 유발 모자 간의 분쟁으로 말미암아 봉국은 폐지되었다.
몰년은 한서 경십삼왕전에선 상산헌왕 33년(기원전 113년), 사기 한흥이래제후왕표, 오종세가, 한서 무제기, 제후왕표에선 상산헌왕 32년 = 전한 무제 원정 3년(기원전 114년)으로 나온다.

## 가계
- 전한 경제 = 왕부인
  - 상산헌왕 유순
    - 유탈
    - 상산왕 유발
    - 진정경왕 유평
    - 사수사왕 유상